# Contact (album)
Contact este al zecelea album de studio creat de DJ-ul german André Tanneberger cunoscut ca „ATB”. A fost lansat pe 24 ianuarie prin Kontor Records. Pentru acesta a colaborat cu Jes, York, JanSoon, Stanfour, Tiff Lacey and Sean Ryan la primul CD și cu Anova, Stefan Erbe or Fade la cel de-al doilea, ambiental chillout. Al treilea disc conține remixuri ale pieselor din primele două discuri.

## Lista cântecelor

### Disc 1
1. ATB feat. Sean Ryan - When It Ends It Starts Again
2. ATB with Boss and Swan - Raging Bull
3. ATB and JES - Together
4. ATB feat. Stanfour - Face To Face
5. ATB feat. Boss and Swan - Beam Me Up
6. ATB and JES - Hard To Cure
7. ATB feat. JanSoon - Now Or Never
8. ATB feat. Sean Ryan - Straight To The Stars
9. ATB with Boss and Swan - Walking Awake
10. ATB and Taylr - Everything Is Beautiful
11. ATB feat. JanSoon - What Are You Waiting For
12. ATB feat. Tiff Lacey - Still Here (ATB's Anthem 2014 Version)
13. ATB feat. Vanessa - Arms Wide Open
14. ATB and York feat. JES - Right Back To You

### Disc 2
1. ATB - Contact
2. ATB - Trace Of Life
3. ATB feat. Stefan Erbe - When Angels Travel
4. ATB feat. Anova - Jetstream
5. ATB - Supersonic
6. ATB feat. Fade - Pacific Avenue
7. ATB - Red Sun
8. ATB - The Mission
9. ATB - Love The Silence
10. ATB - Cursed By Beauty
11. ATB - Galaxia
12. ATB Feat. Anova - Breathe

### Disc 3
1. ATB feat. JanSoon - Now Or Never (Junkx Remix)
2. ATB with Boss and Swan - Raging Bull (Junkx Remix)
3. ATB feat. Stanfour - Face To Face (Rudee Remix)
4. ATB feat. Sean Ryan - When It Ends It Starts Again (Versiunea originală instrumentală)
5. ATB feat. Stanfour - Face To Face (ATB Live în concert în New York)
6. ATB and JES - Hard To Cure (ATB Live în concert în New York)
7. ATB In Concert Video - Exclusive Behind The Scenes ATB US Tour Video

## Clasamente
| Clasament (2014)                   | Poziție de vârf |
| ---------------------------------- | --------------- |
| Austrian Albums (Ö3 Austria)       | 29              |
| Czech Albums (ČNS IFPI)            | 15              |
| German Albums (Media Control)      | 5               |
| Dutch Albums (MegaCharts)          | 44              |
| Hungarian Albums (MAHASZ)          | 11              |
| Polish Albums (ZPAV)               | 1               |
| Swiss Albums (Schweizer Hitparade) | 44              |

## Legături externe
- ATB's channel pe YouTube
- Minimix oficial „Contact” pe YouTube